# تيا سيركار
تيا سيركار (بالبنغالية: টিয়া সরকার)‏ هي ممثلة أمريكية، ولدت في 16 مايو 1982 بفورت وورث في الولايات المتحدة.

## أعمال

### أفلام
- (2009) 17 مرة أخرى[6][7]
- (2009) فندق للكلاب[8][7]
- (2011) أصدقاء مع امتيازات
- (2013) التدريب العملي[9]
- (2013) المشي مع الديناصورات[10]

### مسلسلات
- المكان الجيد
- تاتش
- فارس وفادي[11]
- متمردو حرب النجوم
- هانا مونتانا
- هاوس

## وصلات خارجية
- تيا سيركار على موقع IMDb (الإنجليزية)
- تيا سيركار على موقع ألو سيني (الفرنسية)
- تيا سيركار على موقع ميوزك برينز (الإنجليزية)
- تيا سيركار على موقع أول موفي (الإنجليزية)
- تيا سيركار على موقع قاعدة بيانات الأفلام السويدية (السويدية)
- تيا سيركار على موقع قاعدة بيانات الفيلم (الإنجليزية)
- تيا سيركار على موقع كينوبويسك (الروسية)